# Philip Huang Chao-ming
Philip Huang Chao-ming (chinesisch 黃兆明, Pinyin Huáng Zhàomíng; * 23. August 1954 in Fuli) ist ein taiwanischer Priester und Bischof von Hualien.

## Leben
Philip Huang Chao-ming empfing am 12. April 1983 die Priesterweihe. Papst Johannes Paul II. ernannte ihn am 27. Juni 1998 zum Weihbischof in Kaohsiung und Titularbischof von Lamphua. 
Der Bischof von Kaohsiung, Paul Kardinal Shan Kuo-hsi SJ, spendete ihm am 26. September desselben Jahres die Bischofsweihe; Mitkonsekratoren waren Bosco Lin Chi-nan, Weihbischof in Kaohsiung, und Joseph Ti-kang, Erzbischof von Taipeh.
Am 19. November 2001 wurde er zum Bischof von Hualien ernannt.